# Ольшанский сахарный завод
Ольшанский сахарный завод — предприятие пищевой промышленности в селе Вербовка Городищенского района Черкасской области Украины, прекратившее своё существование.

## История
Сахарный завод в Городищенской волости Черкасского уезда Киевской губернии Российской империи был построен в 1848 году, в имении помещиков Браницких, на правом берегу реки Ольшанка. По названию реки он получил наименование Ольшанский сахарный завод. Поначалу здесь работали крепостные крестьяне Браницких, но после отмены в 1861 году крепостного права начали нанимать батраков из других мест.
После Октябрьской революции 1917 года в феврале 1918 года здесь была установлена Советская власть, но уже в апреле 1918 года село и вся территория уезда были оккупированы немецкими войсками (которые оставались здесь до ноября 1918 года), а в дальнейшем находились в зоне боевых действий гражданской войны. После окончания войны началось восстановление предприятия (в начале начали работать мастерские завода, а после ремонта машин и организации посевов сахарной свеклы, в октябре 1925 года завод был запущен и начал производство сахара).
В ходе индустриализации 1930-х годов завод был реконструирован и оснащён новым оборудованием, к 1940 году его производственные мощности были увеличены в два раза.
Во время Великой Отечественной войны с 28 июля 1941 до 5 февраля 1944 года село находилось под немецкой оккупацией. Началось восстановление сахарного завода и обеспечивающих его сырьём хозяйств.
После окончания войны завод был реконструирован, для обеспечения предприятия сахарной свеклой здесь был создан колхоз "Россия" (которому передали 2742 гектар земли, в т. ч. 1907 гектар пашни).
В целом, в советское время завод являлся крупнейшим предприятием села, на его балансе находились жилые дома, заводской клуб, одна из четырёх библиотек села и другие объекты социальной инфраструктуры, он оказывал шефскую помощь сельской школе.
После провозглашения независимости Украины обеспечивавший завод сахарной свеклой колхоз был расформирован, что осложнило положение предприятия.
В июле 1995 года Кабинет министров Украины утвердил решение о приватизации завода, в дальнейшем государственное предприятие было преобразовано в открытое акционерное общество.
В июне 2001 года арбитражный суд Черкасской области возбудил дело о банкротстве завода. 1 октября 2002 года он был признан банкротом и началась процедура его ликвидации.